# كابتن كيرك
جيمس تيبريوس «جيم» كيرك (James Kirk) هو شخصية خيالية رئيسة في سلسلة الأفلام والمسلسل التلفزيوني الشهير ستار تريك. جسد هذا الدور لأول مرة الممثل الشهير ويليام شانتر وبذلك حاز على الدور الرئيس في سلسلة ستار تريك الأصلية. قام شانتر أيضًا بتأدية صوت كيرك في مسلسل ستار تريك الكرتوني، كما ظهر في الأجزاء السبعة الأولى من سلسلة أفلام ستار تريك. جسد الممثل الشاب كريس بين (Chris Pine) فترة شباب شخصية كيرك في فيلم ستار تريك لعام 2009م كما قام بتأدية دور الطفولة جيمي بينيت (Jimmy Bennett). وقد لعب العديد من الممثلين هذا الدور في العديد من وسائل الإعلام الترفيهية، كما ظلت شخصية كيرك مادة جيدة للسخرية والتهكم. ظهرت شخصية كيرك أيضًا في العديد من الكُتب والقصص المصورة وألعاب الفيديو. وقد أشاد الكثيرون بشخصية كيرك لما تميز به من سمات القيادة، ولكنها تعرضت أيضًا للنقد اللاذع وذلك لعلاقاته المتعددة مع النساء.

## الأثر الحضاري
عرضت مدينة ريفرسايد آيوا
في عام 1985م على شركتي رودينبيري (Roddenberry) وأفلام باراماونت (Paramount Pictures) أن تتبنى كيرك «كالابن المستقبلي» للمدينة. أرادت شركة باراماونت 40,000 دولار كترخيص لبناء تمثال نصفي يُجسد شخصية كيرك، لكن بدلًا من ذلك قامت المدينة بإعداد لوحة تعريف صخرية عن شخصية كريك، كما قامت ببناء مجسم لسفينة الفضاء إنتربرايز (Enterprise) مماثل للنسخة الأصلية وأطلقت عليه اسم («يو إس إس؛ سفينة الفضاء الأمريكية ريفرسايد») (the USS Riverside)، يستضيف نادي ريفرسايد سنويًا ما يُعرف بـ «مهرجان تريك» (Trek Fest) احتفالًا بعيد مولد كيرك وتكريمًا لذكرى الفيلم.
قد ظلت شخصية كيرك ولفترة طويلة مادة جيدة للسخرية استخدمتها العديد من البرامج التليفزيونية في عدة دول مثل برنامج كارول برينت شو (Carol Burnett Show)، وبرنامج قناة الأطفال الألمانية كيندر كانال كي كا (KI.KA) بريند داس بروت (Bernd das Brot). تُعد شخصية كيرك الشخصية المفضلة للمذيع الكوميدي الأمريكي الشهير جون بلوشي (John Belushi)، قد تحدث بلوشي عن هذا الدور في برنامجه الأسبوعي الشهير البث المباشر ليلة السبت (Saturday Night Live) واشتهر لانطباعه وآرائه الصائبة عن هذه الشخصية. قد لقى جيم كاري (Jim Carrey) نجاحًا باهرًا وأشاد به الكثيرون لدوره الساخر عن شخصية كيرك في حلقة من حلقات المسلسل الكوميدي بالألوان الحية (In Living Color)  عام 1992م. كما اشتهر كيفين بولك (Kevin Pollak)؛ الممثل الكوميدي الشهير لآراءه وانطباعاته عن شانتر في شخصية كيرك.
كما تم التسويق لشخصية كيرك والترويج لها تجاريًا بعدة طُرق تتضمن استخدام التماثيل النصفية القابلة للجمع والاقتناء  والشخصيات الحركية الرسومية  والمنتجات الخزفية والتي شيرتات وحُلِىٌّ شجرة عيد الميلاد. كما أُدخلت بعد التعديلات على قناع كيرك للهالووين ليرتديه القاتل مايكل مايرز الشخصية الشهيرة في سلسة أفلام الرعب التي تحمل عنوان سلسة هالووين لأفلام الرعب. وفي عام 2002م، تم بيع كرسي الكابتن كيرك من ستار تريك الأصلي في المزاد العلني بمبلغ 304,000 دولار.
وفي عام 2010م، قامت مؤسسة الفضاء بعمل استطلاع رأي حول أشهر أبطال الفضاء، فحصل كيرك على المركز السادس (و بذلك تعادل مع رائد الفضاء السوفيتي يوري جاجارين (Yuri Gagarin)).

## وصلات خارجية
- كابتن كيرك على موقع الموسوعة البريطانية (الإنجليزية)

- Startrek.com's biography of James T. Kirk
- Riverside Iowa's annual "Trekfest" for its "future son", James T. Kirk